# AR Cassiopeiae
Désignations
AR Cassiopeiae (AR Cas) est un système de sept étoiles dans la constellation de Cassiopée. Avec Nu Scorpii, il est un des deux systèmes stellaires septuples connus. Dans autres littératures l'étoile est aussi désignée comme 1H. Cas, IH Cas ou bien 1 Hev Cassiopeiae (d'après le catalogue de Johannes Hevelius).